# Вишиваний Василь Васильович
Вишиваний Василь Васильович (13 лютого 1994, с. Дуліби — 3 березня 2022) — боєць 80-ї окремої десантно-штурмової бригади, загинув під час російсько-української війни в березні 2022 року.

## Біографія
Народився Василь 13.02.1994 року в с. Дуліби. У 2009 році отримав неповну середню освіту Дулібській школі.
У 2014 році здобув повну загальну середню освіту в Жидачівському професійному ліцеї.
24 жовтня 2014 року підписав контракт з спеціалізованим відділом військової служби правопорядку Західного територіального управління.
З 11 січня 2015 року брав участь у антитерористичній операції, перебуваючи безпосередньо в районі проведення АТО на території Луганської та Донецької областей.
У 2019 році закінчив навчання в Академії сухопутних військ імені Сагайдачного і отримав звання лейтенанта. Був розприділений до 80-ї окремої десантно-штурмової бригади.
Регулярно виїжджав з підрозділами на Схід

## Нагороди
- орден Богдана Хмельницького III ступеня (2022, посмертно) — за особисту мужність і самовіддані дії, виявлені у захисті державного суверенітету та територіальної цілісності України, вірність військовій присязі[1].

командування.
- 17 лютого 2016 року За участь в антитерористичній операції був нагороджений відзнакою Президента України, подяками від командування.